# Seznam občanských válek
Občanská válka je ozbrojený konflikt, ve kterém proti sobě po celou dobu válčí obyvatelé jednoho státu. Bojuje se zpravidla na jeho území.
Seznam občanských válek:

## Období chladných zbraní
- 475 př. n. l. – 221 př. n. l. Období válčících států (Čína)
- 83 př. n. l. – 30 př. n. l. několik římských občanských válek
- 14.–15. stol. Moravské markraběcí války
- 1455–1487 Války růží (Anglie)

## Období palných zbraní
- 1420–1434 Husitské války
- 1524–1525 Německá selská válka
- 1648–1653 Fronda (Francie)
- 1642–1651 Anglická občanská válka
- 1666-1671 Polsko-kozácko-tatarská válka
- 1861–1865 Americká občanská válka

## 20-21. století
- Ruská občanská válka (1917–1921)
- Finská občanská válka (1918)
- Španělská občanská válka (1936–1939)
- Čínská občanská válka (1928–1937 a 1945–1949)
- Řecká občanská válka (1946–1949)
- Občanská válka v Laosu (1953–1975)
- Konžská krize (1960–1965)
- Guatemalská občanská válka (1960–1996)
- Občanská válka v severním Jemenu (1962–1970)
- Nigerijská občanská válka (1967–1970)
- Občanská válka na Kypru (1967–1974)
- Konflikt v Severním Irsku (1968–1998) (pokračuje násilí radikálních skupin)
- Válka ve Vietnamu (1954–1975)
- Špinavá válka (Argentina) (1969–1979)
- Občanská válka v Kambodži (1970–1975)
- Bangladéšská válka za nezávislost (1971)
- Občanská válka v Etiopii (1974–1991)
- Libanonská občanská válka (1975–1990)
- Sandinistická revoluce (Nikaragua) (1979–1990)
- Salvadorská občanská válka (1980–1992)
- Občanská válka v Burundi (1993–2005)
- Občanská válka v Guinea-Bissau (1998–1999)
- Občanská válka v Mosambiku (1976–1992)
- Občanská válka ve Rwandě (1990–1993)
- První občanská válka v Libérii (1989–1996)
- První čečenská válka (1994–1996)
- První válka v Kongu (1996–1997)
- Válka v Jugoslávii (1991–2001)
- Druhá válka v Kongu (1998–2003)
- Občanská válka v Angole (1975–2002)
- Gruzínská občanská válka (1991–1993)
- Občanská válka v Sierra Leone (1991–2002)
- Druhá občanská válka v Libérii (1999–2003)
- Druhá súdánská občanská válka (1983–2005)
- Nepálská občanská válka (1996–2006)
- Občanská válka v Pobřeží slonoviny (2003–2006)
- Druhá čečenská válka (1998–2009)
- Občanská válka na Srí Lance (1983–2009)
- Konflikt v Dárfúru (2003–2009)
- Válka v Iráku (2003–2011)
- Občanská válka v Čadu (2005-2010)
- První občanská válka v Libyi (2011)
- Druhá občanská válka v Libyi (2014-2020)

## Některé probíhající konflikty
- Izraelsko-palestinský konflikt
- Jemenská občanská válka (2014–současnost)
- Konflikt v Afghánistánu (1976–současnost)
- Konflikt v Balůčistánu (1948-současnost)
- Konflikt v Kašmíru (1989–současnost)
- Mexická drogová válka (2006–současnost)
- Občanská válka v Somálsku (1991–současnost)
- Občanská válka v Sýrii (2011–současnost)
- Občanská válka v Ugandě (1987–současnost)
- Občanská válka ve Středoafrické republice (2012-současnost)
- Povstání Islámského státu v Iráku (2017–současnost)
- Povstání na Filipínách (1969–současnost)
- Ruská invaze na Ukrajinu (2022-současnost)
- Sunnitsko-šíitský konflikt v Iráku
- Vnitřní konflikt v Peru (1980–současnost)
- Válka s Boko Haram (středo-západ Afriky) (2009–současnost)
- Válka v Azavadu (severo-západní afrika) (2012–současnost)
- Válka v deltě Nigeru (1970–současnost)
- Válka v severozápadním Pákistánu
- Válka v Etiopii